# Stauropides
Stauropides is een geslacht van vlinders van de familie uilen (Noctuidae), uit de onderfamilie Hadeninae.

## Soorten
- S. persimilis Hampson, 1909
- S. superba Druce, 1894